# Reflujo (plomería)

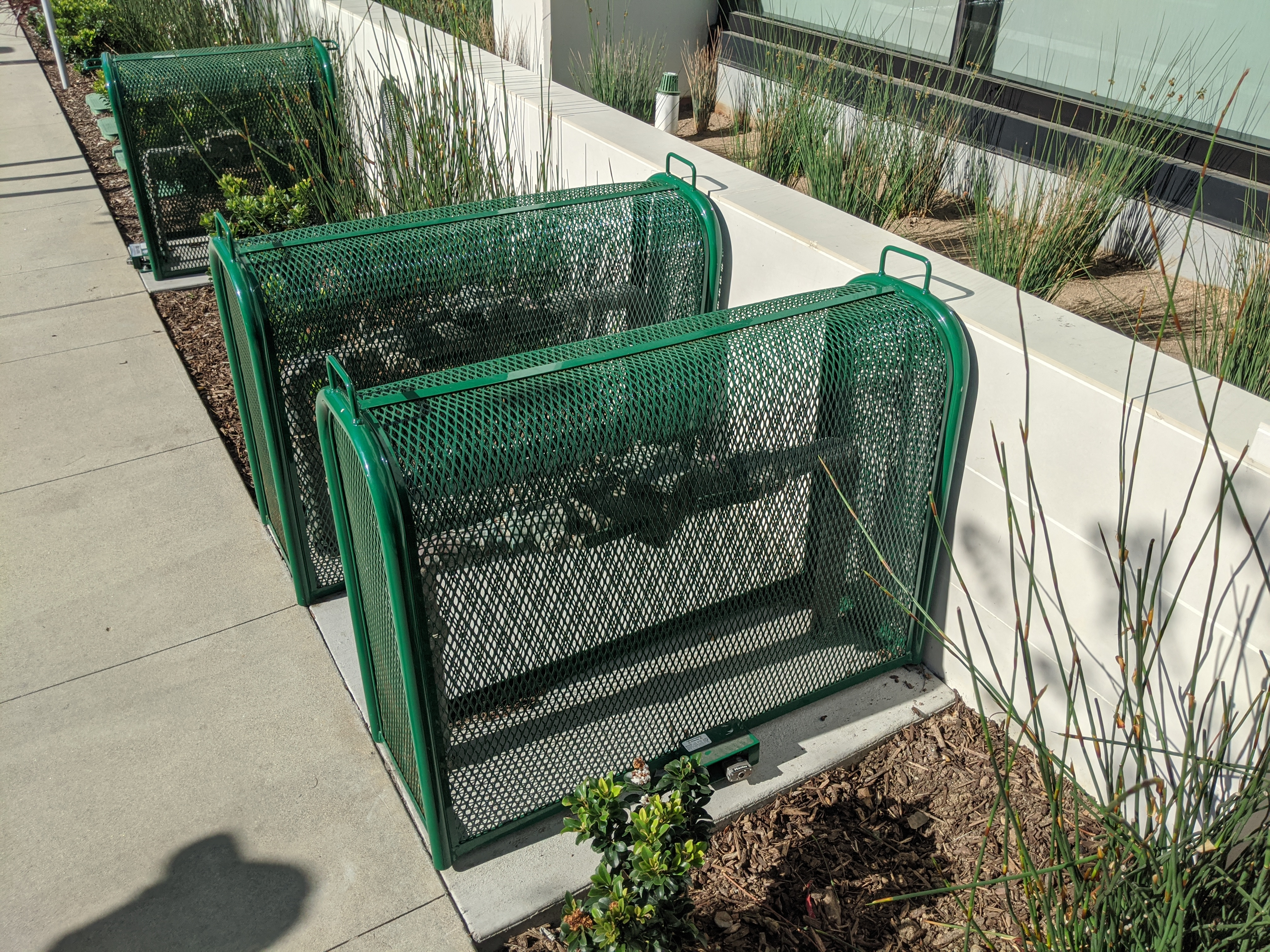
Dispositivo antirretorno en jaulas antivandálicas en San Diego, CA

Reflujo es un término en plomería para un flujo de agua no deseado en la dirección inversa. Un ejemplo de ello sería el caso de la cisterna del inodoro y su suministro de agua, los cuales deben aislarse de la taza del inodoro. 
El reflujo puede presentar un grave riesgo para la salud debido a la contaminación de los suministros de agua potable con el agua residual. Las conexiones cruzadas son enlaces a través de los cuales es posible que la contaminación ingrese a un suministro de agua potable cuando la presión de la fuente contaminada excede la presión de la fuente potable. La acción puede denominarse “retrosifonaje” o “contrapresión”. Por esta razón, los códigos de construcción exigen una serie de medidas y dispositivos con el fin de prevenir el reflujo, ya sea eliminando las conexiones cruzadas o previniendo el reflujo donde las conexiones cruzadas no pueden eliminarse.

## Medidas para evitar el reflujo
La prevención de reflujo debe ser automática. Válvulas operadas manualmente no suelen ser aceptables.

### Válvulas antirretorno
Las válvulas antirretorno cierran el paso de un fluido en circulación (gaseoso o líquido) en un sentido y dejar paso libre en el contrario. Su proceso está ligado a los cambios de los fluidos para abrir y cerrar, es decir, su funcionamiento es mecánico de forma automática.
Este tipo de válvulas detectan el flujo de un proceso abriéndose a determinada presión en un mismo sentido y cerrándose en sentido contrario cuando el flujo disminuye o pierde presión.

### Espacios de aire
El sifonaje inverso puede evitarse mediante el uso de un espacio de aire vertical. El tamaño del espacio aceptable depende de la capacidad del suministro entrante, de modo que un flujo atascado no pueda llenar en exceso la cisterna y cerrar el espacio.
Los espacios de aire también pueden proteger contra la contrapresión y, en general, son los preferidos para esto. Sin embargo, la mayoría de los espacios de aire también limitan la presión del sistema que puede transmitirse a través de ellos.

## Reflujo de alcantarillado sanitario
Las válvulas sanitarias de reflujo están destinadas a evitar el reflujo de aguas residuales en la línea de alcantarillado sanitario durante una inundación o bloqueo de alcantarillado, y no tienen conexión con agua potable.